# Александровка (деревня, Бессоновский район)
Александровка — деревня в Бессоновском районе Пензенской области России. Входит в состав Сосновского сельсовета.

## География
Деревня находится в центральной части Пензенской области, в пределах западных склонов Приволжской возвышенности, в лесостепной зоне, на правом берегу реки Вяди, на расстоянии примерно 11 километров (по прямой) к востоку от села Бессоновки, административного центра района. Абсолютная высота — 165 метров над уровнем моря.
Климат
Климат характеризуется как умеренно континентальный, с жарким летом и холодной продолжительной зимой. Средняя температура воздуха самого холодного месяца (января) составляет −12 °C; самого тёплого месяца (июля) — 20 °C. Годовое количество атмосферных осадков составляет около 500 мм. Снежный покров держится в среднем в течение 148 дней в году.

## История
По сведениям 1864 года населённый пункт упомянут как село Александровская слобода, Елшанка тож, Городищенского уезда. Числилось 77 дворов и суконная фабрика.
По состоянию на 1911 год входила в состав Лопуховской волости (1-го стана) Городищенского уезда. Имелись одна крестьянская община, 203 двора, школа Министерства народного просвещения, кредитное товарищество, кузница, три лавки и лесопильный завод (в 3 верстах от села).
Согласно данным на 1930 год Александровка являлась центром Первого Александровского сельсовета Пензенского района. Числилось 235 хозяйств. В 1939 году упомянута как деревня Елшанка Грабовского сельсовета Бессоновского района. В 1955 году — в составе Мертовщинского сельсовета..

## Население
| 2010 |
| ---- |
| 163  |

Половой состав
По данным Всероссийской переписи населения 2010 года в гендерной структуре населения мужчины составляли 41,7 %, женщины — соответственно 58,3 %.
Национальный состав
Согласно результатам переписи 2002 года, в национальной структуре населения русские составляла 96 % из 202 чел.

## Улицы
Уличная сеть деревни состоит из двух улиц.